# Souleyman Alaphilippe
Pour les articles homonymes, voir Alaphilippe.
Souleyman Alaphilippe, né à Gennevilliers le 30 juin 2003, est un taekwondoïste français originaire des Hauts-de-Seine.

## Carrière
Il débute dans le taekwondo à l'âge de 3-4 ans au club d’Asnières-sur-Seine, dans les Hauts-de-Seine, où il est toujours licencié. Il intègre l'Institut national du sport, de l'expertise et de la performance (INSEP) en 2021. 
Souleyman Alaphilippe remporte la médaille d'argent des moins de 63 kg aux Championnats d'Europe 2022 à Manchester ainsi que la médaille de bronze aux Jeux européens de 2023 à Cracovie dans la même catégorie.
Il est qualifié pour les Jeux olympiques de Paris en moins de 68 kg.